# Navy Wife (film, 1935)
Pour l’article homonyme, voir Navy Wife.
Pour plus de détails, voir Fiche technique et Distribution.
Navy Wife est un film américain réalisé par Allan Dwan et sorti en 1935.

## Synopsis
Quentin Hardin, médecin vœuf, tombe amoureux d'une infirmière à l'hôpital de San Diego. Ils se rencontrent à nouveau à Honolulu, et elle accepte son offre de mariage. Quand elle ramène la fille de Quentin à Los Angeles pour un traitement médical, Quentin se rapproche de Serena, ce qui lui pose des problèmes quand sa femme revient.

## Fiche technique
- Réalisation : Allan Dwan
- Scénario : Sonya Levien, Edward T. Lowe Jr. d'après Beauty's Daughter de Kathleen Norris
- Photographie : 	Rudolph Maté, John F. Seitz
- Montage : Alfred DeGaetano
- Musique : David Buttolph, Hugo Friedhofer
- Genre : Drame[2]
- Production : Fox Film Corporation
- Pays de production :  États-Unis
- Distributeur : 20th Century Fox
- Durée : 69 minutes
- Date de sortie : 29 novembre 1935[3].

## Distribution
- Claire Trevor : Vicky Blake
- Ralph Bellamy : Quentin Hardin
- Jane Darwell
- Warren Hymer
- Ben Lyon
- Kathleen Burke : Serena